# Christen Wiese
Christen Knagenhjelm Wiese (ur. 22 sierpnia 1876 w Bergen, zm. 31 marca 1968 w Nøtterøy) – norweski żeglarz, olimpijczyk, zdobywca złotego medalu w regatach na Letnich Igrzyskach Olimpijskich w 1920 roku w Antwerpii.
Na Letnich Igrzyskach Olimpijskich 1920 zdobył złoto w żeglarskiej klasie 12 metrów (formuła 1919). Załogę jachtu Heira II tworzyli również Johan Friele, Olaf Ørvig, Erik Ørvig, Thor Ørvig, Arthur Allers, Martin Borthen, Egill Reimers i Kaspar Hassel.